# Вейник
Ве́йник (лат. Calamagróstis) — род многолетних травянистых растений семейства Злаки, или Мятликовые (Poaceae).

## Название
Латинское родовое название встречается ещё у Диоскорида, образовано от двух слов греческого происхождения лат. cálamus. (от др.-греч. κάλαμος — тростник, камыш) и лат. Agróstis (от др.-греч. ἄγρωστις — кормовая трава рода Полевица), что указывает на сходство с этими растениями.
Русское родовое название происходит от глагола «веять».
Диалектные названия видов: вийник, чапуга, чапула (Малороссия), кунишник (Украина), чаполот, чаполочь и камыш степной (Херсонская область), лесная метла (Смоленская область), метлика (Ярославская и Пензенская области), переполевица (Могилёвская область), пожарница (Орловская и Черниговская области), жаровец, метла, сухолом и куньяк (Костромская область), белотрав (Астраханская область), куточник и чаполица степная (Свердловская область).

## Описание

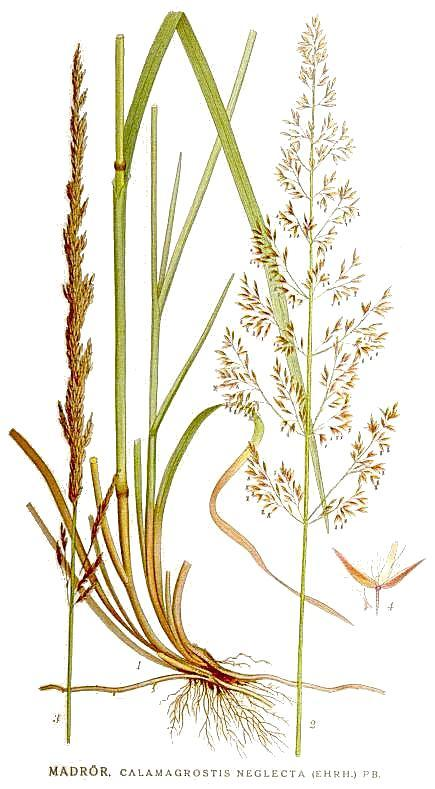
Calamagrostis stricta.

Травы с метельчатыми или иногда колосовидными соцветиями с одноцветковыми колосками. Ось колоска снабжена волосками, которые во время созревания придают пушистость всему соцветию.

## Распространение и местообитания
Распространены в холодных и умеренных зонах, произрастают также в горах в тропических зонах обоих полушарий.
На территории России и сопредельных стран растут около 50 видов. Наиболее распространены вейник седеющий (Calamagrostis canescens) на мокрых лугах и сырых берегах рек; вейник незамеченный (Calamagrostis neglecta) на кислой торфяной почве; вейник тростниковый (Calamagrostis arundinacea) в лесах и кустарниках на песчаной, известковой и мергельной почвах; вейник наземный (Calamagrostis epigejos) в хвойных и смешанных лесах. В долинах рек, на болотах и около сырых зарослей кустарников, обычен для Восточной Сибири и Дальнего Востока вейник пурпурный (Calamagrostis purpureus), или прежде известный здесь как вейник Лангсдорфа (Calamagrostis langsdorfii). 
Вейник наземный (Calamagrostis epigejos) и вейник тростниковидный (Calamagrostis arundinacea), разрастаясь на вырубках, могут препятствовать процессу лесовосстановления.

## Значение и применение
В связи с высокой жёсткостью листьев и стеблей почти все виды относятся к низкокачественным кормовым растениям. Только в арктических условиях севера и высокогорий некоторые виды могут представлять интерес для сельскохозяйственных потребностей. Отдельные виды, например, вейник наземный (Calamagrostis epigejos), могут использоваться для укрепления песчаных склонов, поскольку, как и вейник ложнотростниковый (Calamagrostis pseudophragmites), способны образовывать сплошные заросли, формируя прочную дернину.

## Виды
По информации базы данных The Plant List род включает 291 вид, некоторые из них:
- Calamagrostis arundinacea (L.) Roth — Вейник тростниковый, или Вейник тростниковидный, или Вейник лесной
- Calamagrostis canescens (Weber) Roth — Вейник седеющий, или Вейник сероватый
- Calamagrostis epigejos (L.) Roth — Вейник наземный
- Calamagrostis lapponica (Wahlenb.) Hartm. — Вейник лапландский
- Calamagrostis neglecta (Ehrh.) Gaertn., B.Mey. & Schreb. — Вейник незамеченный
- Calamagrostis obtusata Trin. — Вейник притуплённый, или Вейник тупоколосковый, или Вейник тупочешуйный
- Calamagrostis pseudophragmites (Haller f.) Koeler — Вейник ложнотростниковый, или Вейник камышевидный
- Calamagrostis purpurea (Trin.) Trin. — Вейник пурпурный, или Вейник Лангсдорфа